# Dreamstyle Stadium
O Dreamstyle Stadium é um estádio localizado em Albuquerque, Novo México, Estados Unidos, possui capacidade total para 39.224 pessoas, é a casa do time de futebol americano universitário New Mexico Lobos football da Universidade do Novo México. O estádio foi inaugurado em 1958 em substituição ao Zimmerman Field.